# Trodimenzionalni ispis
Trodimenzionalni ispis (eng. 3D printing) način je brze izrade prototipa u kojem se posebnim uređajima izrađuju (ispisuju) fizički predmeti prethodno modelirani u računalnim programima za CAD.

## Povijest
3D pisač izumio je 1983. godine Charles Hull. Hull je suosnivač 3D Systems Corporation jedne od najvećih i najprofitabilnijih organizacija koja djeluje u sektoru 3D ispisa i danas.[nedostaje izvor] Prvi se komercijalni 3D pisač na tržištu pojavio 2007. godine, a cijena mu je bila oko 10 000 američkih dolara.

## Primjena
Trodimenzionalni ispis, a naročito trodimenzionalni ispis u boji daje razvojnim inženjerima i dizajnerima mogućnost jasnog uvida u tijek postupka dizajniranja, mogućnost isticanja raznih parametara, mogućnost lakog i ranog uočavanja mogućih grešaka i njihovog brzog i učinkovitog ispravljanja.
Koristeći se mogućnostima 3D-ispisa znatno se skraćuje vrijeme izrade i povisuje razina kvalitete modela i prototipa.
Područja primjene 3D-pisača jesu arhitektura, dizajn, nakit, informatika, obrazovanje, strojogradnja, aeronautika, metalurgija, modelarstvo, medicina, biomodeliranje, geo-info sustavi, molekularna kemija i dr.
Za očekivati je i da će 3D ispis biti primjenjivan u konzerviranju-restauriranju umjetnina.

## Način rada
3D-pisači su maleni sustavi s numeričkim upravljanjem (NC) u tri osi (x, y i z). Softver najprije pretvori 3D CAD nacrt u poprečne presjeke, odnosno tanke slojeve debljine 0,09 – 0,20 mm,[nedostaje izvor] što se bira ovisno o točnosti koja se želi postići, a zatim se generiraju instrukcije pisaču ovisne o materijalu i načinu rada. Neki pisači model stvaraju u tekućini, neki iz praha, a neki taljenjem različitih polimera.

## Cijena
Cijena trodimenzionalnog ispisa ovisi o dvama glavnim faktorima: materijalu izrade i potrošnji materijala. Potrošnja materijala ovisi o postotku ispune, broju zidova na izradku, te količini potpornika (eng. support). Postotak ispune i broj zidova može se postaviti prema namjeni izradka, dok je količina potpornika vezana uz dizajn i kompleksnost izradka. Optimizacija dizajna i korištenje manje količine potpornika rezultiraju nižom ukupnom cijenom izrade.
Materijal izrade također utječe na cijenu 3D ispisa. Dostupni su različiti materijali, a najpopularniji su metal i plastika. Odabir materijala ovisi o namjeni izradka i željenim karakteristikama poput otpornosti na vremenske uvjete, čvrstoće, fleksibilnosti i otpornosti na kemikalije. Na primjer, PLA plastika je popularana u hobi 3D ispisu zbog povoljne cijene i dobrih mehaničkih svojstava, dok je PETG plastika popularana u profesionalnom 3D ispisu zbog svojih karakteristika.
Stručnjaci u tvrtki koja se bavi 3D ispisom mogu pomoći u odabiru najboljih postavki i materijala kako bi se osigurala optimalna cijena i kvaliteta izrade. Ova tehnologija omogućuje personalizirane i precizne proizvode, stoga se često koristi za izradu prototipova i posebnih dijelova u različitim industrijama.
Ostali faktori koji ovise o ukupnoj cijeni 3D printanja su potrošnja električne energije, održavanje strojeva, te dodatna dorada. Uzimajući u obzir potrošnju električne energije, 3D printanje može biti energetski zahtjevno. Potrošnja energije može varirati ovisno o veličini i složenosti objekta koji se ispisuje, kao i o korištenom 3D printeru. Međutim, često se očekuje da će potrošnja energije biti značajna zbog dugotrajnog rada printera. Održavanje 3D printera također utječe na troškove. Redovito održavanje, poput čišćenja i zamjene dijelova je potrebno kako bi se osigurala optimalna funkcionalnost i produktivnost 3D printera. Ovisno o kvaliteti i cijeni printera, troškovi održavanja mogu varirati. Nakon što se objekt izradi, može biti potrebna dodatna obrada ili finiširanje kako bi se dobila željena kvaliteta i funkcionalnost. Ova dodatna obrada može uključivati brušenje, lakiranje ili završnu obradu površine. Ova dodatna radnja može zahtijevati dodatne alate i materijale, što može dodatno povećati troškove.